# Lunndörrsfjällen

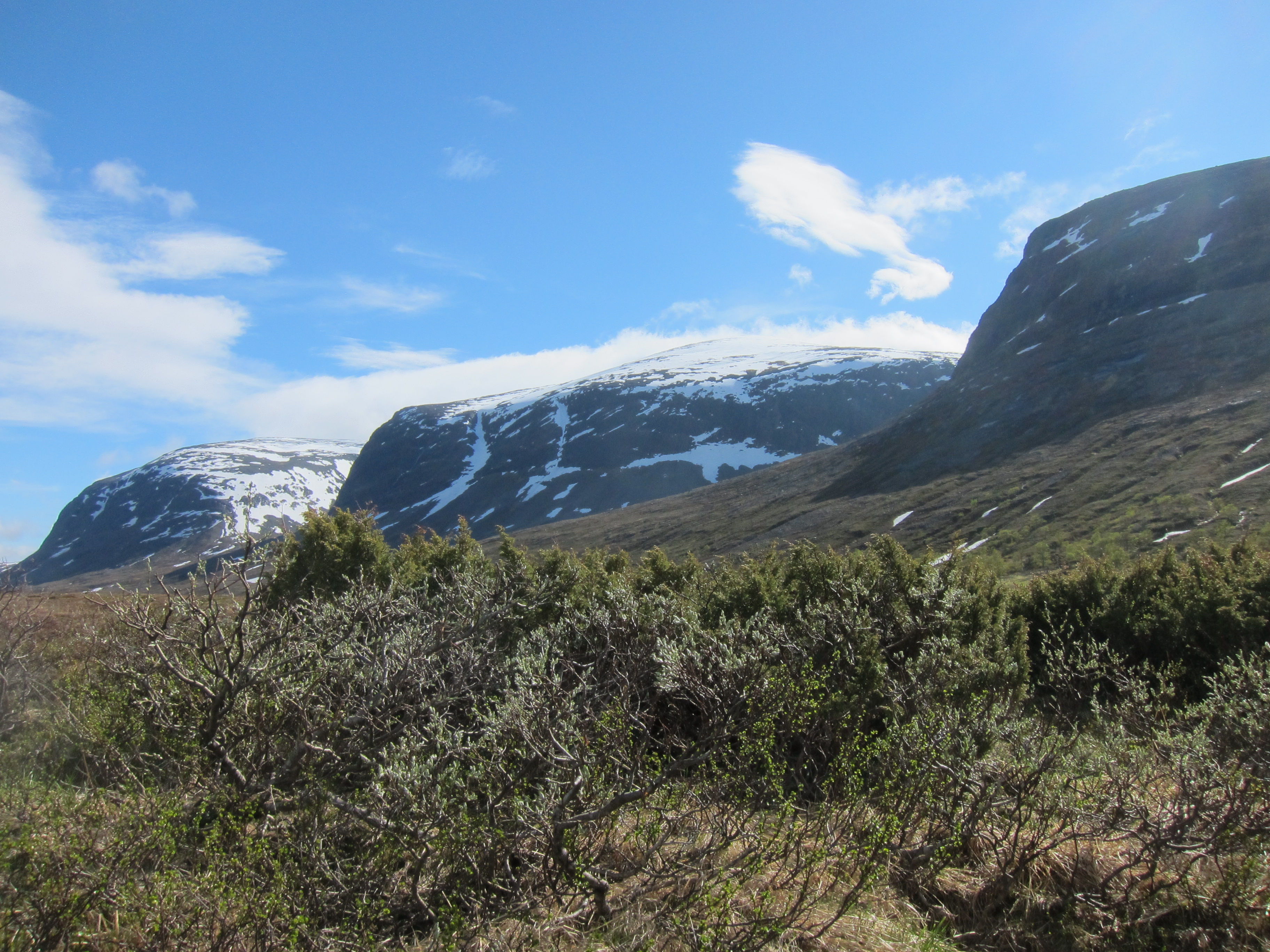
Lunndörrsfjällen. På bilden syns Dörrpiken (Stjiedtje), Gruvfjället (Staajhehke) och Nörder-Storådörrfjället (Svaaletjahke).

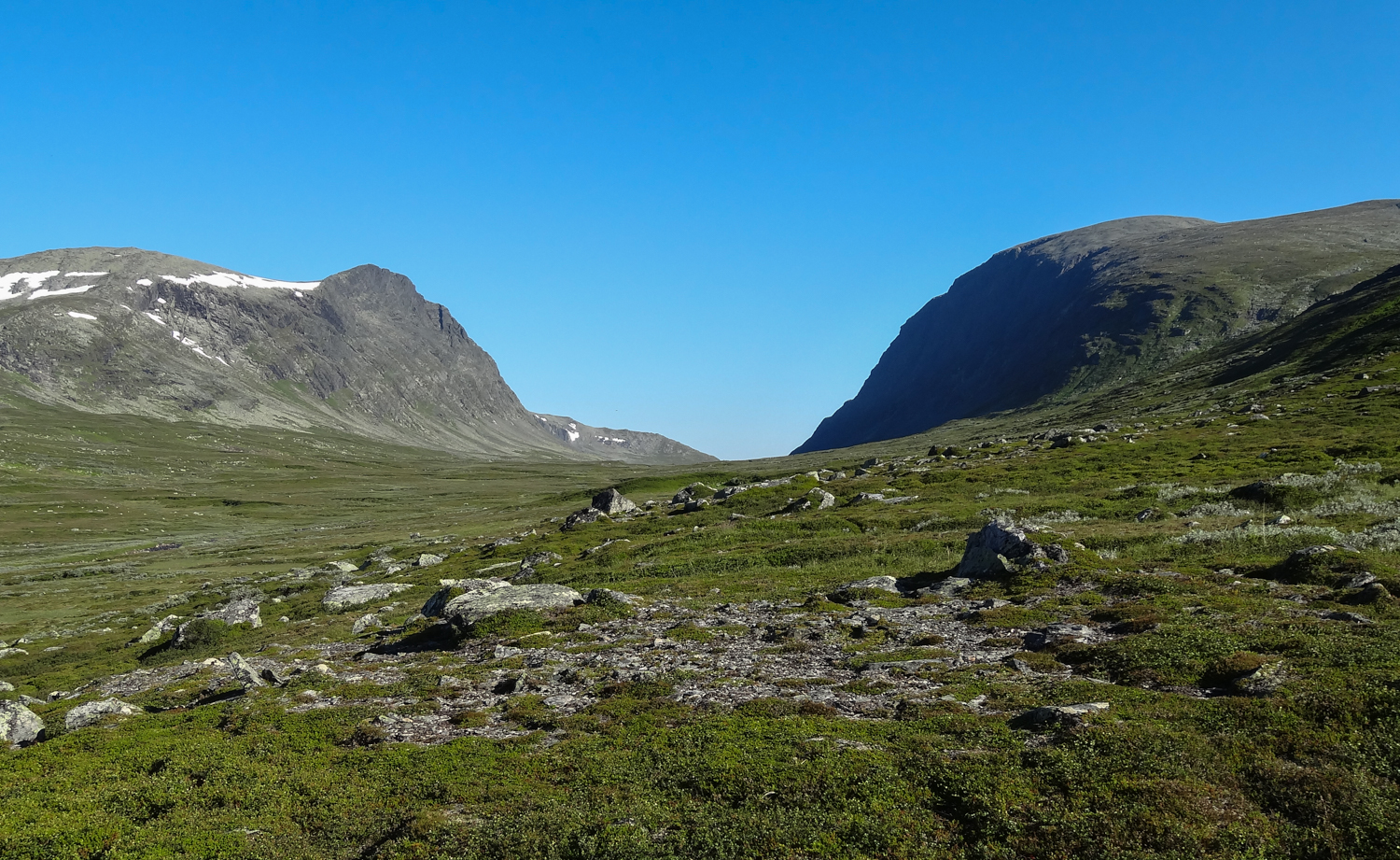
Storådörren

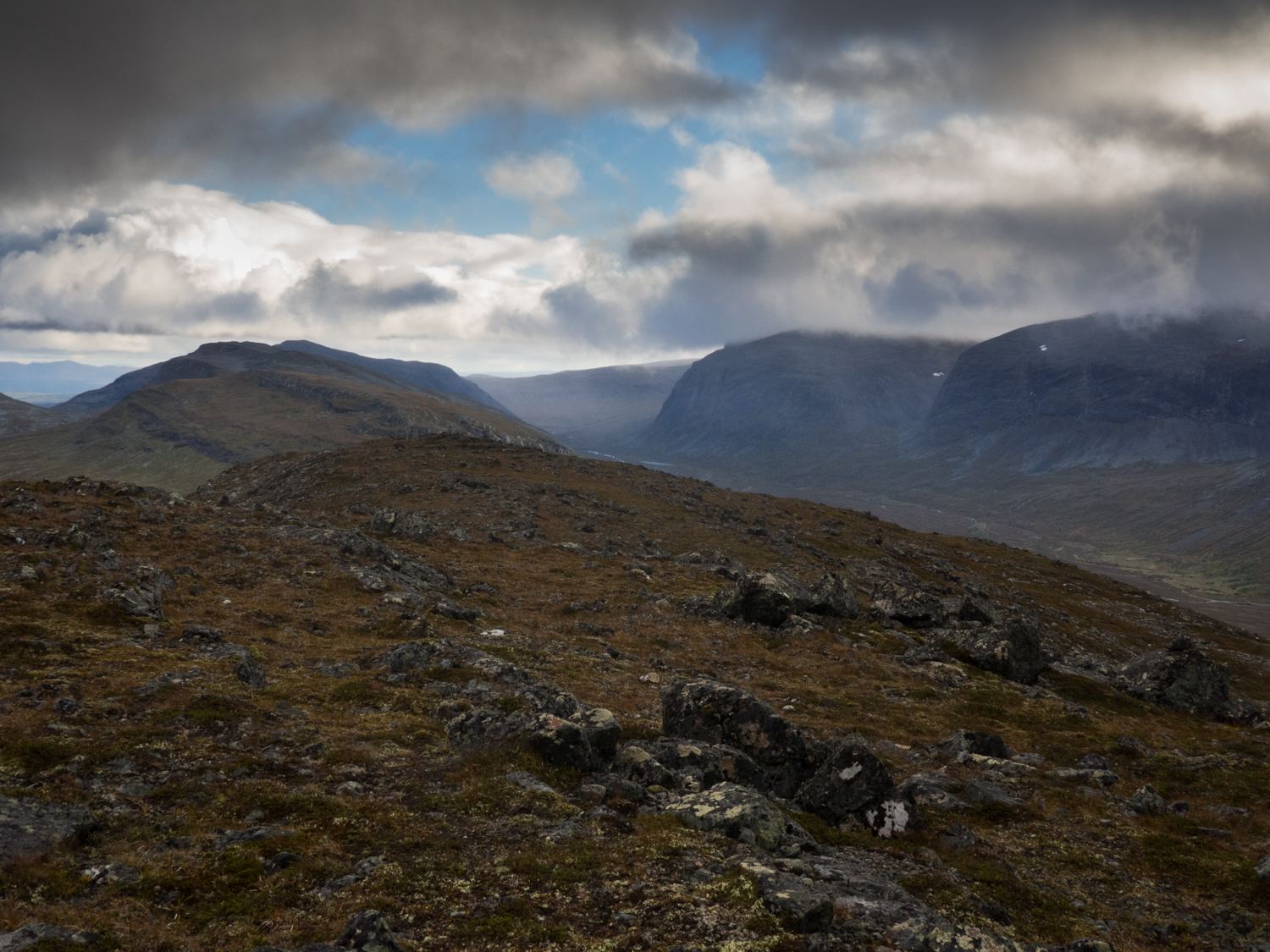
Lunndörrspasset sett från toppen av fjället Saanta

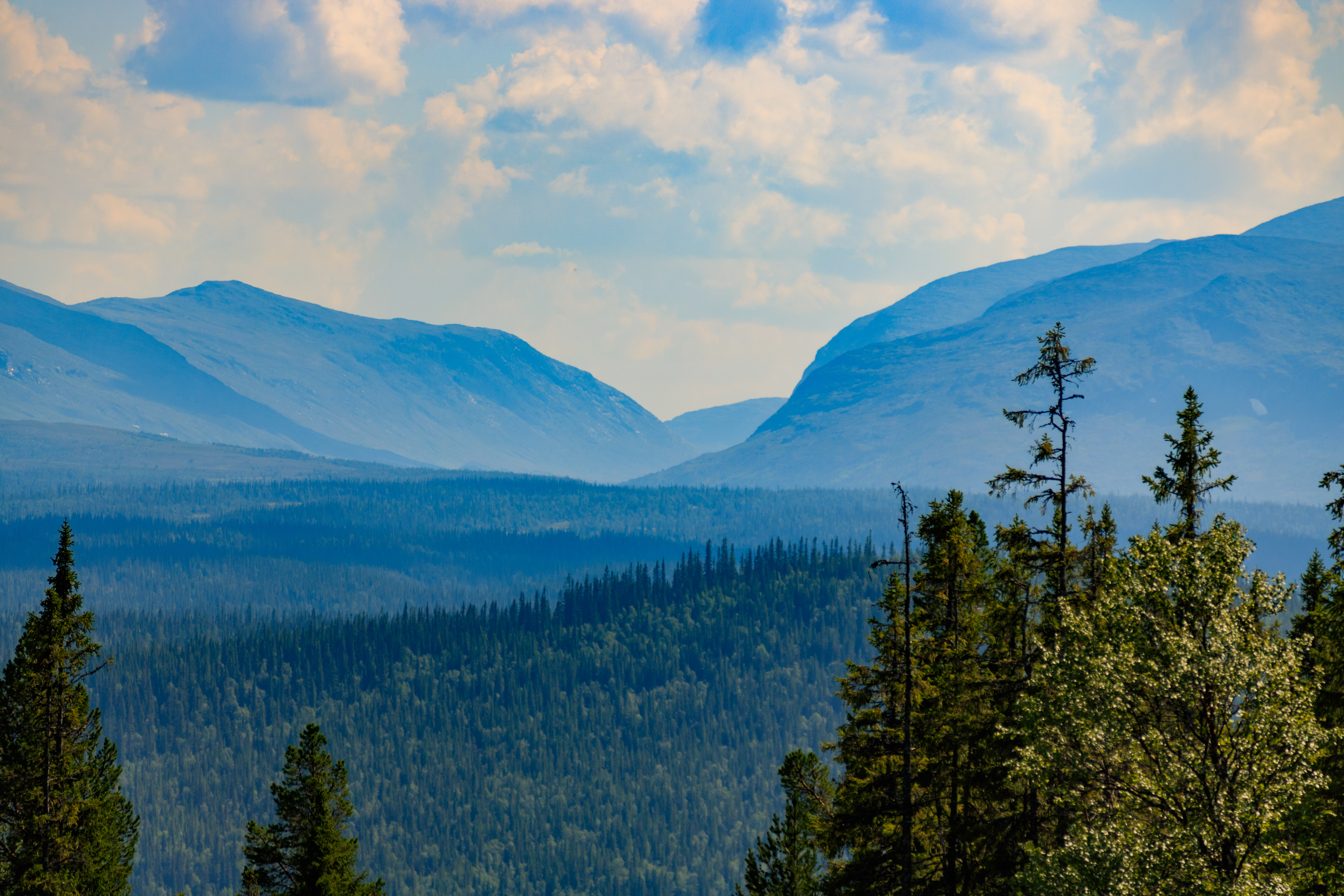
Utsikt mot Lunndörren från Ottfjället

Lunndörrsfjällen, ett fjällområde i västra Jämtland, beläget i området mellan Anarisfjällen i öster och Helagsfjällen i väster. Fjällmassivet är delat mellan Undersåkers socken (Åre kommun) i norr och Storsjö samt Ovikens socken (Bergs kommun) i söder. "Tresockenmötet" Undersåker-Storsjö-Oviken ligger i södra delen av Lunndörrspasset.
Lunndörrsfjällen ingår i Vålådalens naturreservat (den norra delen av fjällen).
Från väster ingår bl.a. följande fjälltoppar i Lunndörrsmassivet; Synder-Storådörrfjället (Bautantjakke) (1480 m ö.h.), Nörder-Storådörrfjället (1527 m ö.h.), Sömo-Karivålen (Svaaletjakke), Staineke, Gruvfjället, Lill-Lunndörrsfjället, Giettetjakke samt Dörrpiken (Sjtiettje) (1300 m ö.h.), de två sistnämnda ligger öster om Lunndörrspasset (se nedan).
I Lunndörrsfjällen ligger det kända passet Lunndörren, som sedan lång tid varit en viktig färdled mellan västra Jämtland och Härjedalen. Lunndörrspassets högsta punkt med passhöjden 877 meter över havet ligger inom Undersåkers församling. Söder om Lunndörrspasset bildar Ljungans biå Rövran vid en punkt cirka 5 km från Tossåsen det 12 meter höga Rövrafallet (Djävulshålet).
Förutom det stora Lunndörrspasset finns längre västerut, mellan Gruvfjället och Nörder-Storådörrfjället, passet 'Lill-Lunndörren (Uttje Salva), som i norr har namnet Lillådörren.
Ännu längre västerut, mellan Nörder-Storådörrfjället och Synder-Storådörrfjället, ligger passet Storådörren (Stuorre Salva).
I norra delen av fjällområdet ligger Trondfjällen.
Större delen av området omfattas av Tossåsens sameby. Synder-Storådörrsfjället omfattas emellertid av Handölsdalens sameby.